# 메르데 시그너스 학살
메르데 시그너스 학살(Marais des Cygnes Massacre)은 남북 전쟁 이전 피의 캔자스 기간 동안 벌어진 최후의 유혈사태이다. 1858년 5월 19일, 조지아 원주민이자 노예 제도 옹호론자인 찰스 해밀턴이 이끄는 30명의 남성은 미주리주에서 캔자스 준주로 이동하고 있었다. 이들은 이날 아침 트레이딩 포스트 마을에 도착했고 미주리 주로 다시 돌아갔다. 이를 따르는 길을 무장하지 않은 11명의 노예 제도 폐지론자가 점령했고, 이들은 아무도 지속적인 폭력 사태에 참여하지 않았다고 주장했다. 이들 중 대부분이 해밀턴을 알고 있었고, 해칠려는 의도를 모르고 있었다. 포로들은 협로로 이동했고 해밀턴은 사람들에게 총을 쏘라고 명령했고 그 자신이 처음으로 발포하기 시작했다. 5명이 살해당했다.
해밀턴과 휘하 사람들은 미주리 주로 돌아갔다. 오직 1명만 법정으로 회부되었다. 미주리주 베이츠군의 윌리엄 그리피츠는 1863년 봄에 체포되었고 그 해 10월 30일 교수형을 당했다. 찰스 해밀턴은 조지아 주로 돌아가서 1880년 사망했다.

## 같이 보기
- 미국 역사기념물 메르데 시그너스 학살 현장